# Smardzów (Oleśnica)
Pour les articles homonymes, voir Smardzów.
Smardzów est une localité polonaise de la gmina et du powiat d'Oleśnica en voïvodie de Basse-Silésie.